# Effektförstärkare

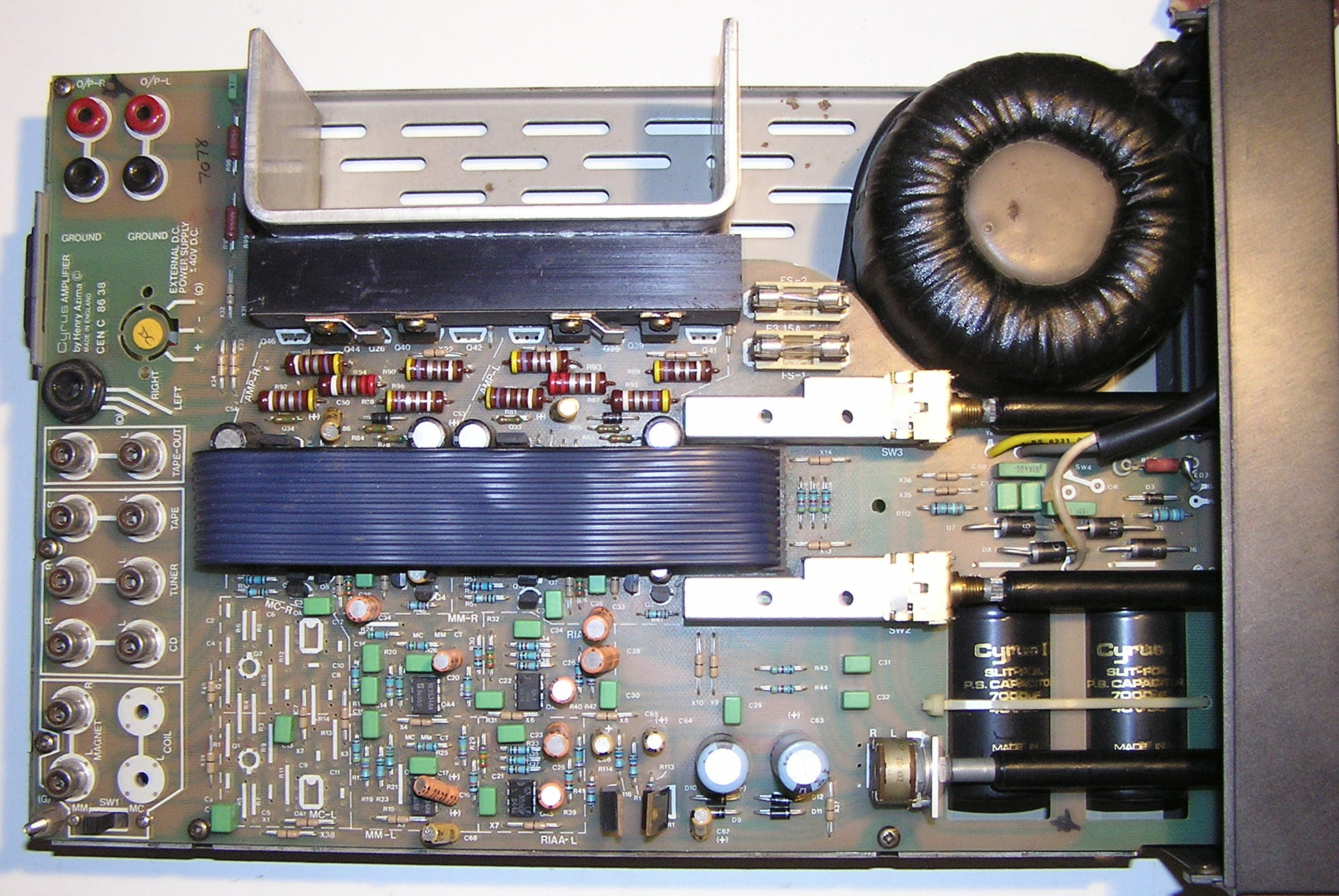
Innanmätet av en Mission Cyrus 1 Hifi integrerad audioförstärkare (1984)

Effektförstärkare är en samlingsbenämning för den del av ett förstärkarsystem som producerar effekten, vilken mäts i watt. I en effektförstärkare är det meningen att signalen endast skall få en effektökning eller signalförstärkning. Därför kan inte en effektförstärkare även benämnas slutsteg, då slutsteget är sista delen i effektförstärkaren. Orden effektsteg och effektförstärkare ska inte sammanblandas med verkan i form av ljud- och ljuseffekter, vilket är något helt annat. Här är det fråga om ökning av energi.
Effektförstärkare finns i alla typer av förstärkare, det är sista steget innan lasten. Inom ljudsektorn talar man om klass A-, klass AB- och klass B förstärkare.
Skillnaden mellan effektförstärkare utförda med bipolärt respektive rör-/MOSFET-slutsteg är den typ av distorsion som genereras av de respektive slutstegen. Bipolära transistorer genererar tredjetonsdistorsion, vilken inte är harmonisk, medan däremot rör och MOSFET alstrar andratonsdistorsion. Denna andratonsdistorsion är jämna multipler av grundtonen och faller alltså in i harmonin vilket uppfattas, framförallt vad gäller gitarrförstärkare med rör, som en fylligare och varmare ton. Vid ljudåtergivning från inspelat material kan däremot rörförstärkare med relativt hög distorsion inte anses vara förenligt med Hi-fi, då det lägger till övertoner som inte härrör från musikinstrumenten, även om de är harmoniska.